# Karoline Offigstad Knotten
Karoline Offigstad Knotten (* 6. Januar 1995 in Tromsø, Provinz Troms) ist eine norwegische Biathletin. Sie startet seit der Saison 2019/20 regelmäßig im Weltcup und feierte im selben Winter ihre ersten Siege mit der Damenstaffel. Bisher war sie in insgesamt zwölf Staffelwettkämpfen siegreich.

## Sportliche Laufbahn

### Gute Leistungen im IBU-Cup und Weltcupdebüt (2016–2019)
Karoline Offigstad Knotten gab ihr internationales Wettkampfdebüt im November 2016 im IBU-Cup-Sprint in Beitostølen und lief im Saisonverlauf mehrfach in die Punkteränge, mit der Mixedstaffel verpasste sie als Vierte außerdem einen Podestplatz nur knapp. In der folgenden Saison gewann sie – gemeinsam mit Emilie Ågheim Kalkenberg, Vetle Sjåstad Christiansen und Vegard Gjermundshaug – die Mixedstaffel in Obertilliach und damit ihr erstes Rennen im IBU-Cup, zudem erreichte sie drei Top-10-Platzierungen in Individualbewerben. In diesem Winter nahm sie auch an den Europameisterschaften in Ridnaun teil und wurde unter anderem 16. des Einzels. Im Winter 2018/19 bekam Knotten auf der Pokljuka-Hochebene ihren ersten Weltcupeinsatz, verfehlte aber mit einem 75. Platz im Sprint die Punkteränge und die Qualifikation für das Verfolgungsrennen deutlich. Bei mehreren weiteren Weltcupeinsätzen erreichte sie im Verfolgungsrennen in Oberhof im Januar 2019 mit einem 28. Platz ihre ersten Weltcuppunkte, mit der Damenstaffel um Thekla Brun-Lie, Ingrid Landmark Tandrevold und Tiril Eckhoff ging es bis auf Platz vier. Im IBU-Cup erreichte die Norwegerin in Obertilliach beim Supersprint mit einem dritten Platz ihre erste Podiumsplatzierung in einem Einzelrennen, im gleichen Winter konnte sie dies in Martell beim Massenstart 60 noch um eine Platzierung verbessern. Bei den Europameisterschaften in Minsk-Raubitschy verfehlte sie mit drei fünften Plätzen die Medaillenränge knapp. Mit der Staffel Opplands gewann sie in den Jahren 2015, 2017 und 2018 drei Medaillen bei norwegischen Meisterschaften, 2019 belegte sie im Verfolgungswettkampf hinter Thekla Brun-Lie den Silberrang.

### Etablierung im Weltcup (2019 bis 2024)

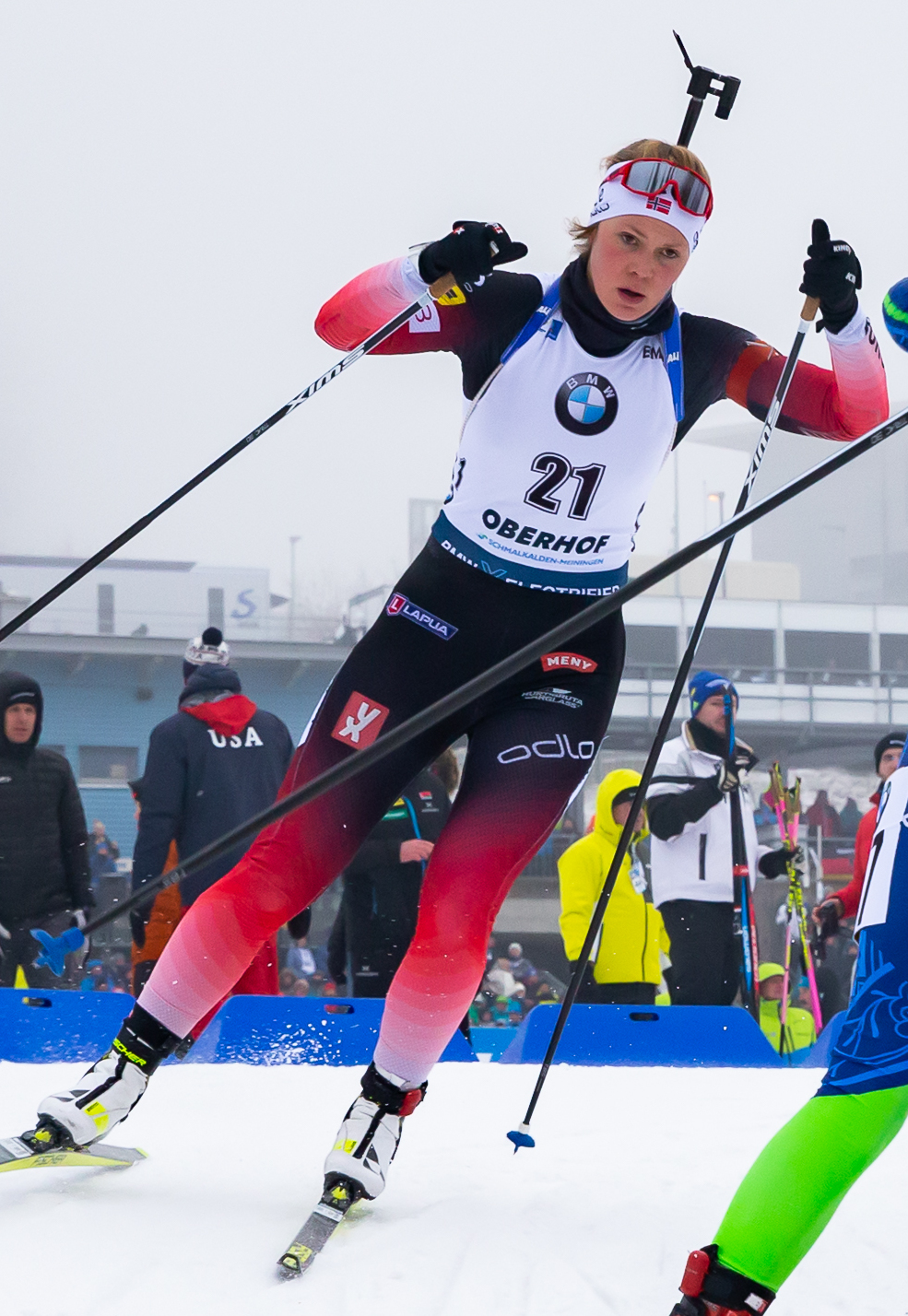
Knotten im Januar 2020 beim Weltcup in Oberhof

Im Sommer 2019 wurde Knotten in Vorbereitung auf den folgenden Winter in die Nationalmannschaft aufgenommen. Dabei zeigte sie im gesamten Saisonverlauf ihr Potenzial und erreichte insgesamt neunmal die Punkteränge der besten 40 Athleten. Ihr bestes Individualergebnis erzielte sie als 13. der Verfolgung von Le Grand-Bornand, die Saison schloss sie als 43. der Weltrangliste ab. Deutlich erfolgreicher verliefen aber die Staffelwettkämpfe, in denen Knotten permanent den Part der Startläuferin übernahm. Im gesamten Winter siegte man viermal, davon dreimal in der Besetzung Knotten, Tandrevold, Eckhoff, Røiseland. Die Norwegerin nahm auch an den Weltmeisterschaften in Antholz teil, belegte aber nur den 75. Rang im Sprint.
Zu Beginn der Saison 2020/21 erreichte Karoline Knotten beim Sprint von Kontiolahti überraschend ihren ersten Podestplatz in einem Individualbewerb und musste sich lediglich Hanna Öberg und Marte Olsbu Røiseland geschlagen geben. Ein weiteres Top-10-Resultat ergab der Verfolger von Hochfilzen, den sie als Fünfte abschloss. An selber Stelle siegte sie zudem ein weiteres Mal mit der Damenstaffel. Auch bei ihren zweiten Weltmeisterschaften sprang nichts zählbares heraus; in der Weltrangliste belegte Knotten, nachdem sie nur dreimal die Punkteränge verfehlte, den 21. Rang und war damit viertbeste Norwegerin. Der Start in den Folgewinter verlief hingegen alles andere als erfolgreich, sodass sie Mitte Dezember sogar für drei Rennen in den IBU-Cup versetzt wurde und dort einen Podestplatz erzielte. Im Januar war die Norwegerin dann wieder Teil der Weltcupmannschaft und gewann in Antholz trotz einer Strafrunde ihrerseits mit Eckhoff, Tandrevold und Ida Lien einen weiteren Staffelwettkampf. Bei den Olympischen Spielen von Peking wurde Knotten nur für das Staffelrennen eingesetzt und verpasste als Vierte eine Medaille um gut 13 Sekunden. Zum Saisonende kam sie sprichwörtlich besser in Fahrt und erreichte im Sprint von Otepää hinter Julia Simon und Vanessa Voigt ihr zweites Einzelpodium.
2022/23 stieg Knotten in Einzelrennen zwar nicht auf ein Podest, lief aber wieder konstant in die Punkteränge und beendete den Winter so auf der 18. Position der Weltrangliste. Einen Sieg mit der Staffel gab es in Ruhpolding, das beste Individualergebnis im Weltcup ergab mit Rang 8 der Sprint in Hochfilzen. Erstmals war die Norwegerin auch bei Weltmeisterschaften erfolgreich: Mit einem 17. und einem 21. Rang qualifizierte sie sich für den Massenstart, den sie nach 19 Treffern als Sechste abschloss. Am Saisonende gewann sie nach längerer Zeit wieder eine Medaille bei nationalen Meisterschaften, hinter Maren Kirkeeide und Ingrid Landmark Tandrevold ergatterte die 28-Jährige im Sprint Bronze. Beim Weltcupauftakt 2023/24 in Östersund zeigte sich Knotten in starker Verfassung. Zunächst wurde sie Vierte des Einzels und siegte daraufhin ein weiteres Mal mit der Damenstaffel. Im Sprint wurde sie kurz darauf hinter Lou Jeanmonnot Zweite und zeigte vor allem läuferisch deutliche Fortschritte. Damit übernahm die Norwegerin das gelbe Trikot der Gesamtweltcupführenden, musste dies aber bereits nach dem Verfolger wieder an Franziska Preuß abgeben.

### Olympiavorbereitung und Rauswurf aus der Nationalmannschaft (seit 2024)
In der Saison 2024/25 gehörte Knotten zum festen Aufgebot der norwegischen Mannschaft im Weltcup. Beim Sprint in Hochfilzen wurde sie Dritte und bei den Weltmeisterschaften in der Schweiz gewann sie mit der norwegischen Damenstaffel die Silbermedaille. Obwohl sie nach Maren Kirkeeide zweitbeste Norwegerin in der Gesamtweltcupwertung war, wurde sie im April 2025 weder für die norwegische Elitemannschaft noch für die zweite Trainingsgruppe nominiert. Als Grund gab Teamchef Per Arne Botnan an, dass es im Verband und bei Knotten unterschiedliche Trainingsauffassungen gebe, aber dass im Hinblick auf die Olympiavorbereitung ein gleicher Trainingsplan für alle Athleten im Vordergrund stehe. Knottens Wunsch nach einer individuelleren Saisonvorbereitung, insbesondere bei den Höhentrainingslagern, passe nicht zur Trainingsphilosophie des Verbandes.

## Leistungen in den Teildisziplinen
Knottens größte Stärke ist seit einigen Jahren ihre Konstanz am Schießstand. Sie gehört, speziell im Liegendanschlag, im Weltcup zu den stärksten Athletinnen. Ungewöhnlich für diesen Fakt ist, dass Knotten bisher in Sprintrennen am erfolgreichsten ist; in Massenstarts und Verfolgungswettkämpfen, bei denen vierfach geschossen wird, aber wenige Erfolge hat feiern können. Ihre Form in der Loipe hielt sich in den vergangenen Saisons meist im Mittelfeld der Athletinnen oder leicht darunter, ihre bislang beste Quote erzielte die Norwegerin im Winter 2022/23, als sie 0,2 % schneller als der Durchschnitt war. Mit einer durchschnittlichen Schießzeit von gut 25 Sekunden gehört Knotten außerdem zu den schnellsten Schützinnen im Weltcupgeschehen.

## Persönliches

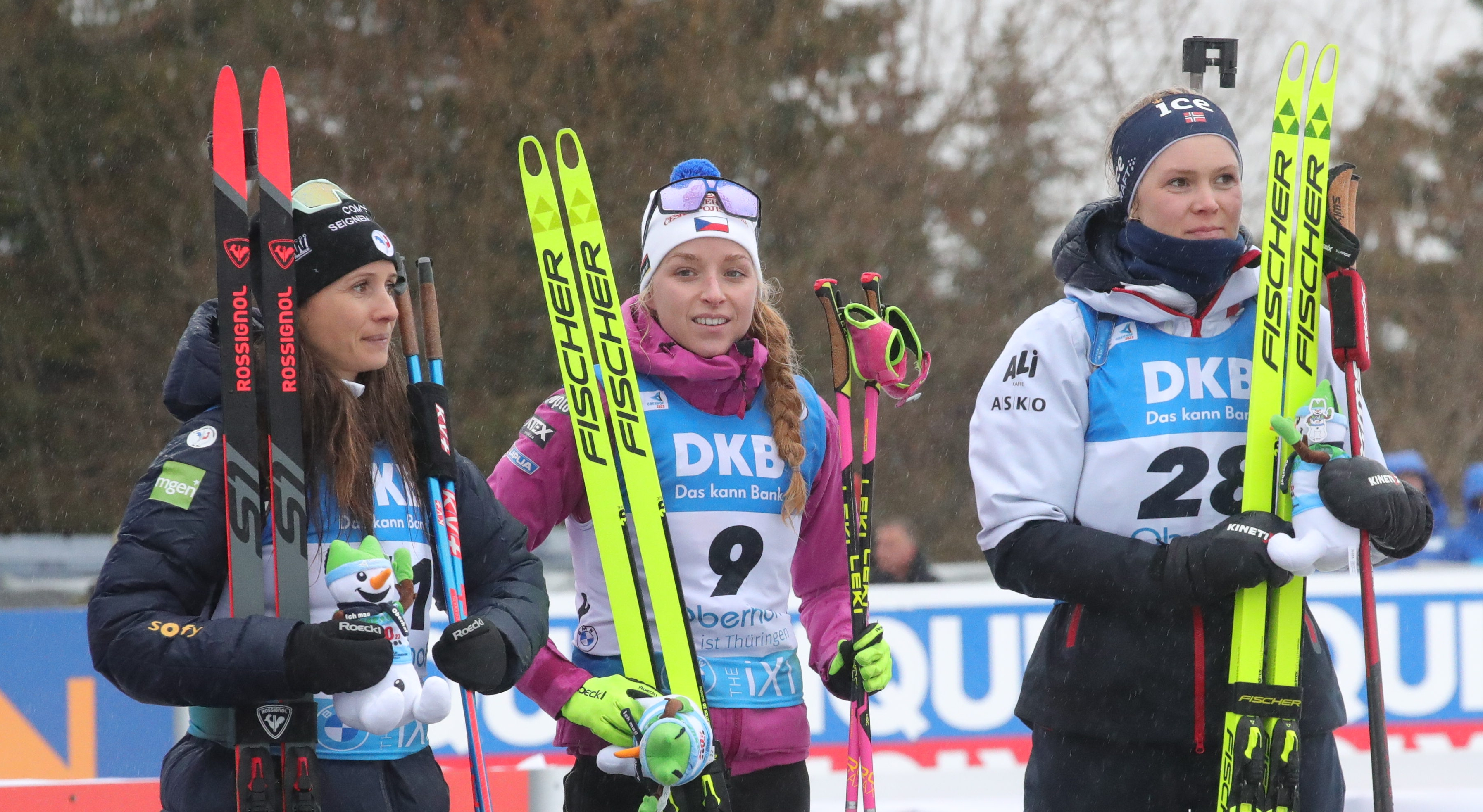
Knotten (rechts) bei der Siegerehrung des WM-Massenstarts 2023

Karoline Knotten stammt aus Tromsø und lebt in Lillehammer. Im Dezember 2023 wurde bekannt, dass Knotten mit dem deutschen Biathleten Philipp Nawrath liiert ist.

## Wettkampfbilanz

### Olympische Winterspiele
Ergebnisse bei Olympischen Winterspielen:
|                                        | Einzelwettbewerbe | Einzelwettbewerbe | Einzelwettbewerbe | Einzelwettbewerbe | Staffelwettbewerbe | Staffelwettbewerbe |
| Einzel                                 | Sprint            | Verfolgung        | Massenstart       | Damenstaffel      | Mixedstaffel       |                    |
| -------------------------------------- | ----------------- | ----------------- | ----------------- | ----------------- | ------------------ | ------------------ |
| Olympische Winterspiele 2022 \| Peking | –                 | –                 | –                 | –                 | 4.                 | –                  |

### Biathlon-Weltmeisterschaften
Ergebnisse bei den Weltmeisterschaften:
| Weltmeisterschaften | Weltmeisterschaften | Einzelwettbewerbe | Einzelwettbewerbe | Einzelwettbewerbe | Einzelwettbewerbe | Staffelwettbewerbe | Staffelwettbewerbe | Staffelwettbewerbe |
| Jahr                | Ort                 | Einzel            | Sprint            | Verfolgung        | Massenstart       | Damenstaffel       | Mixedstaffel       | S.-M.-Staffel      |
| ------------------- | ------------------- | ----------------- | ----------------- | ----------------- | ----------------- | ------------------ | ------------------ | ------------------ |
| 2020                | Antholz             | –                 | 75.               | –                 | –                 | –                  | –                  | –                  |
| 2021                | Pokljuka            | –                 | 41.               | 42.               | –                 | –                  | –                  | –                  |
| 2023                | Oberhof             | 21.               | 37.               | 17.               | 6.                | 6.                 | –                  | –                  |
| 2024                | Nové Město          | –                 | 33.               | DNS               | 19.               | 10.                | 2.                 | –                  |

### Weltcupsiege
| Nr. | Datum         | Ort                  | Disziplin      |
| --- | ------------- | -------------------- | -------------- |
| 1.  | 8. Dez. 2019  | Östersund            | Staffel 1      |
| 2.  | 14. Dez. 2019 | Hochfilzen           | Staffel 1      |
| 3.  | 17. Jan. 2020 | Ruhpolding           | Staffel 1      |
| 4.  | 7. März 2020  | Nové Město na Moravě | Staffel 2      |
| 5.  | 12. Dez. 2020 | Hochfilzen           | Staffel 1      |
| 6.  | 22. Jan. 2022 | Antholz              | Staffel 2      |
| 7.  | 14. Jan. 2023 | Ruhpolding           | Staffel 3      |
| 8.  | 29. Nov. 2023 | Östersund            | Staffel 4      |
| 9.  | 10. Dez. 2023 | Hochfilzen           | Staffel 5      |
| 10. | 20. Jan. 2024 | Antholz              | Mixedstaffel 6 |
| 11. | 9. März 2024  | Soldier Hollow       | Staffel 7      |
| 12. | 30. Nov. 2024 | Kontiolahti          | Mixedstaffel 8 |

### IBU-Cup-Siege
| Nr. | Datum         | Ort          | Disziplin      |
| --- | ------------- | ------------ | -------------- |
| 1.  | 17. Dez. 2017 | Obertilliach | Mixedstaffel 1 |

## Statistiken

### Weltcup
Die Tabelle zeigt alle Platzierungen (je nach Austragungsjahr einschließlich Olympische Spiele und Weltmeisterschaften).
- 1.–3. Platz: Anzahl der Podiumsplatzierungen
- Top 10: Anzahl der Platzierungen unter den ersten zehn (einschließlich Podium)
- Punkteränge: Anzahl der Platzierungen innerhalb der Punkteränge (einschließlich Podium und Top 10)
- Starts: Anzahl gelaufener Rennen in der jeweiligen Disziplin
- Staffel: inklusive Mixed- und Single-Mixed-Staffeln

| Platzierung               | Einzel | Sprint | Verfolgung | Massenstart | Staffel | Gesamt |
| ------------------------- | ------ | ------ | ---------- | ----------- | ------- | ------ |
| 1. Platz                  |        |        |            |             | 11      | 11     |
| 2. Platz                  |        | 1      |            |             | 2       | 3      |
| 3. Platz                  |        | 2      |            |             | 2       | 4      |
| Top 10                    | 2      | 7      | 7          |             | 25      | 41     |
| Punkteränge               | 9      | 28     | 26         | 12          | 25      | 100    |
| Starts                    | 10     | 43     | 29         | 12          | 25      | 119    |
| Stand: Saisonende 2023/24 |        |        |            |             |         |        |